# إدي جاكسون (لاعب كرة قدم أمريكية)
إدي جاكسون (بالإنجليزية: Eddie Jackson)‏ هو لاعب كرة قدم أمريكية أمريكي، ولد في 10 ديسمبر 1992 في لاودرديل ليكس في الولايات المتحدة.

## وصلات خارجية
- إدي جاكسون على موقع مرجع كرة القدم المحترفة.كوم (الإنجليزية)